# Antonín Fajkus
Antonín Fajkus (4. prosince 1923 Lipov – 5. února 2025) byl český válečný letec
40. stíhací perutě amerického letectvaen a veterán 2. světové války.

## Životopis
Narodil se v prosinci roku 1923 v Lipově na Hodonínsku. Jeho rodina kvůli hospodářské krizi emigrovala do USA a usadila se ve městě Chicago. Ve městě tehdy žila menší komunita Čechů.
V prosinci 1941 došlo k útoku na přístav Pearl Harbor. K útoku došlo pouze tři dny po Fajkusově osmnáctých narozeninách, načež se rozhodl přihlásit do americké armády. Po absolvování výcviku se v roce 1943 stal armádním pilotem.
Během války patřil mezi piloty bojující v Pacifiku. Létal na stíhacích letounech Bell P-39 Airacobra a Republic P-47 Thunderbolt. V roce 1945 byl povýšen do hodnosti kapitána. V dubnu téhož roku sestřelil nad Tchaj-wanem japonský stíhací letoun Micubiši A6M.
Jako stíhací pilot se účastnil 190 operačních letů. Za svoji vojenskou kariéru byl šestkrát vyznamenán leteckou medailí Spojených států. Svůj život strávil na předměstí Chicaga. Po válce rovněž získal americké občanství.
K jeho 101. narozeninám mu bylo zasláno přes 900 přání k narozeninám z celého Česka a ze zahraničí. Jedno z nich poslal i český prezident Petr Pavel s první dámou Evou. O vypátrání Antonína Fajkuse se zasloužil český historik Jiří Klůc.
Zemřel 5. února 2025 ve věku 101 let.